# Tour de Flandes femenino 2011
La 9.ª edición del Tour de Flandes femenino se celebró el 3 de abril de 2011 sobre un recorrido de 130 km con inicio en la ciudad de Oudenaarde y final en la ciudad de Meerbeke en Bélgica.
La carrera hizo parte de la Copa del Mundo de Ciclismo Femenina y fue ganada por la ciclista neerlandesa Annemiek van Vleuten del equipo Nederland Bloeit. El podio lo completaron la rusa Tatiana Antóshina del equipo Gauss y la neerlandesa Marianne Vos del equipo Nederland Bloeit.

## Equipos
Tomaron parte en la carrera un total de 27 equipos invitados por la organización, quienes conformaron un pelotón de 160 ciclistas de las cuales terminaron 88. Los equipos participantes fueron:
| Equipos femeninos (23)- AA Drink-leontien.nl - Abus Nutrixxion - Alriksson - Go:Green - Bizkaia-Durango - Colavita Forno d'Asolo - Diadora-Pasta Zara - Dolmans Landscaping - Garmin-Cervélo - Gauss - GSD Gestion - Hitec Products-UCK - HTC-Highroad Women - Kleo Ladies - Kuota Speed Kueens - Lotto Honda - Mcipollini-Giordana - Nederland Bloeit - SC Michela Fanini Rox - Tibco-To the Top - Top Girls-Fassa Bortolo - Topsport Vlaanderen 2012-Ridley - Vaiano Solaristech - Vienne Futuroscope Equipos nacionales (4)- Australia - Canadá - Dinamarca - Países Bajos |
| |

## Clasificaciones finales
Las clasificaciones finalizaron de la siguiente forma:

### Clasificación general
| \| Clasificación general \| Clasificación general \| Clasificación general \| Clasificación general \| Clasificación general \| \| Ciclista \| Ciclista \| Equipo \| Tiempo \| \| \| --------------------- \| --------------------- \| ------------------------------- \| --------------------- \| --------------------- \| \| 1.ª \| Annemiek van Vleuten \| Nederland Bloeit \| 3 h 36 min 03 s \| \| \| 2.ª \| Tatiana Antóshina \| Gauss \| + 1 s \| \| \| 3.ª \| Marianne Vos \| Nederland Bloeit \| + 10 s \| \| \| 4.ª \| Emma Johansson \| Hitec Products-UCK \| + 10 s \| \| \| 5.ª \| Judith Arndt \| HTC-Highroad Women \| + 10 s \| \| \| 6.ª \| Joëlle Numainville \| Tibco-To the Top \| + 10 s \| \| \| 7.ª \| Grace Verbeke \| Topsport Vlaanderen 2012-Ridley \| + 10 s \| \| \| 8.ª \| Ludivine Henrion \| Lotto Honda \| + 10 s \| \| \| 9.ª \| Noemi Cantele \| Garmin-Cervélo \| + 10 s \| \| \| 10.ª \| Emma Pooley \| Garmin-Cervélo \| + 10 s \| \| |                      |                                 |                 |
| |                      |                                 |                 |
| Fuente: Cycling Quotient |                      |                                 |                 |
| Clasificación general |                      |                                 |                 |
| Ciclista | Ciclista             | Equipo                          | Tiempo          |
| 1.ª | Annemiek van Vleuten | Nederland Bloeit                | 3 h 36 min 03 s |
| 2.ª | Tatiana Antóshina    | Gauss                           | + 1 s           |
| 3.ª | Marianne Vos         | Nederland Bloeit                | + 10 s          |
| 4.ª | Emma Johansson       | Hitec Products-UCK              | + 10 s          |
| 5.ª | Judith Arndt         | HTC-Highroad Women              | + 10 s          |
| 6.ª | Joëlle Numainville   | Tibco-To the Top                | + 10 s          |
| 7.ª | Grace Verbeke        | Topsport Vlaanderen 2012-Ridley | + 10 s          |
| 8.ª | Ludivine Henrion     | Lotto Honda                     | + 10 s          |
| 9.ª | Noemi Cantele        | Garmin-Cervélo                  | + 10 s          |
| 10.ª | Emma Pooley          | Garmin-Cervélo                  | + 10 s          |